# Lamarsh
Lamarsh – wieś w Anglii, w hrabstwie Essex, w dystrykcie Braintree. W 2001 miejscowość liczyła 177 mieszkańców. W miejscowości znajduje się kościół zwany Church of the Holy Innocents.